# 索姆里
索姆里（法語：Sommery，法語發音：[sɔmʁi]）是法国滨海塞纳省的一个市镇，属于迪耶普区。

## 地理
索姆里（49°38'4"N, 1°26'24"E）面积21.39 平方千米，位于法国诺曼底大区滨海塞纳省，该省份为法国北部沿海省份，其西部及北部濒大西洋英吉利海峡，东起顺时针与索姆省、瓦兹省、厄尔省和卡爾瓦多斯省接壤。
与索姆里接壤的市镇（或旧市镇、城区）包括：博贝克-拉罗西耶尔、马通维尔、莫康希、布赖地区龙什罗勒。

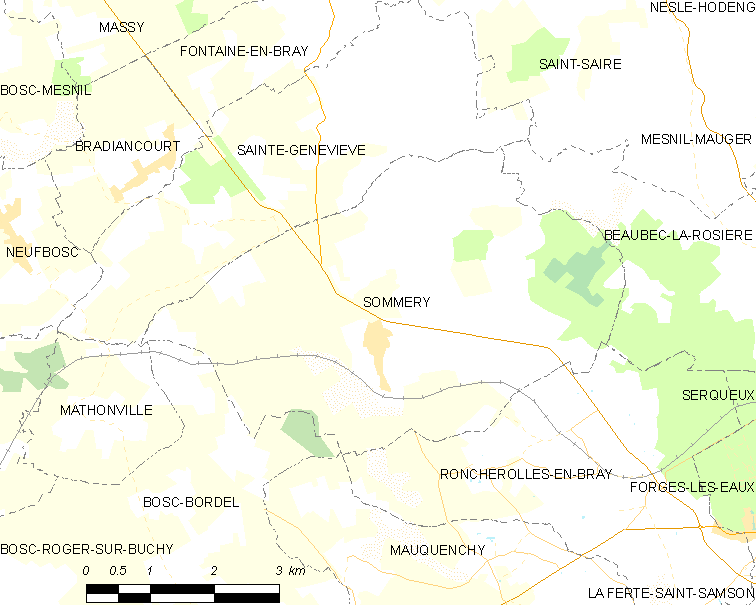
索姆里的OSM定位图

索姆里的时区为UTC+01:00、UTC+02:00（夏令时）。

## 行政
索姆里的邮政编码为76440，INSEE市镇编码为76678。

## 政治
索姆里所属的省级选区为布赖地区讷沙泰勒县。

## 人口

1962-2008年间索姆里人口变化图示

索姆里于2022年1月1日时的人口数量为829人。